# Albert Polge
Pour les articles homonymes, voir Polge.
Albert Polge, né le 29 novembre 1909 à Hòn Gai (Indochine française), aujourd'hui Ha Long, et mort vraisemblablement le 22 avril 1982 à Avignon, est un footballeur international français.

## Biographie
Albert Polge nait au Tonkin, en Indochine française, en 1909, d'un père français (d'origine gardoise) et d'une mère annamite. À l'âge de 10 ans, il s'installe en France, dans le Gard, chez ses grands-parents paternels. Il intègre l’École des Arts et Métiers à Aix-en-Provence, dont il sort ingénieur.
Parallèlement à ses études, il joue au football, où son poste de prédilection est attaquant. Il intègre en 1929 le Sporting Club nîmois, où il est promu en équipe première dès la saison suivante, en 1930-1931. Il participe au premier championnat de France professionnel en 1932-1933, tout en continuant à exercer son activité d'ingénieur. Appelé jusque là dans des sélections régionales (Gard, Sud-Est, Sud), il devient international en disputant trois matchs avec l'équipe de France en 1933 et 1934.
Après deux saisons à l'AS Saint-Étienne en deuxième division, où il continue d'être appelé en sélection régionale (Lyonnais), il met un terme à carrière professionnelle de footballeur et part travailler en région parisienne pour le métro parisien. Il joue alors comme amateur à l'US Métro, puis au RC Paris, ce qui lui vaut d'être sélectionné en équipe de France amateur en 1938.
Pendant la guerre, il repart dans le Midi, où se trouve la « Zone libre », et continue de jouer dans différents clubs de la région (Nîmes, Avignon) sous licence amateur. Il est accusé de collaboration à la Libération de Nîmes en 1944. Son épouse Marcelle, née Battut (1907-1944), est exécutée.
Il participe apparemment le 13 mai 1951 à un match de gala au stade des Rotondes à Avignon.
Il se remarie en 1950 en Avignon, divorce en 1963 et y décède vraisemblablement le 22 avril 1982.

## Clubs successifs
- avant 1929 : Aix-en-Provence
- 1929-1934 : SC Nîmes
- 1934-1936 : AS Saint-Étienne
- 1938-1939 : US Métro
- 1939-1940 : Racing Club de Paris
- 1940-1941 : Nîmes Olympique
- 1942-1943 : Avignon

## Carrière internationale
Albert Polge compte trois sélections en équipe de France de football : 
- France-Galles à Colombes au stade olympique Yves-du-Manoir le 25 mai 1933,
- Tchécoslovaquie-France au stade Letna à Prague le 10 juin 1933,
- Belgique-France au stade du Heysel à Bruxelles le 21 janvier 1934.